# Wohnhaus Neuenfelde 24
Das Wohnhaus Neuenfelde 24, die ehemalige Schule im niedersächsischen Elsfleth-Moorriem, Bauerschaft Neuenfelde, im Landkreis Wesermarsch, stammt aus dem frühen 20. Jahrhundert.

Aktuell (2023) wird es als Wohnhaus und durch die Ortsfeuerwehr genutzt.
Das Gebäude steht unter Denkmalschutz (siehe auch Liste der Baudenkmale in Elsfleth).

## Beschreibung
Das eingeschossige neunachsige traufständige verklinkerte historisierende Gebäude mit Drempel, Satteldächern, mittigem Giebelrisalit und segment- und rundbogigen Öffnungen wurde 1904 als Volksschule gebaut. Durch die Fensterrahmungen, das geschossteilende Gesims, die Pilaster, die Brüstungsreliefs im OG, den Blendgiebeln mit Akroterien (Spitzen) und der Uhr wurde das Haus gegliedert und gestaltet. An der Rückseite steht ein späterer Anbau mit Satteldach und einer mit Flachdach.
Das Landesdenkmalamt befand: „ … geschichtliche Bedeutung … als beispielhafter, für ein kleines Dorf ungewöhnlich aufwändiger Schulbau des frühen 20 Jhs. … .“
Heute (2023) werden die Kinder an der Grundschule Moorriem, Grundschule Elsfleth oder der Grundschule Lienen sowie der Oberschule Elsfleth unterrichtet.